# Wenedyk
Wenedyk je realistický konstruovaný jazyk, vytvořený nizozemským překladatelem Janem van Steenbergenem, vycházející z předpokladu, že polština je jazykem románským, nikoliv slovanským. Wenedyk (venedština) se vyvinul téměř shodnými změnami z lidové latiny jako polština z praslovanštiny; ve výsledku tedy lexikum a morfologie jsou převážně románské, zatímco fonologie, ortografie a syntax polské.
Wenedyk má významnou roli v alternativní historii Ill Bethisad, ve které je jedním z jazyků Republiky dvou korun (Venedsko-litevská unie).

## Příklad
Otčenáš:
 Potrze nostry, kwały jesz en czałór, sąciewkaty si twej numię.

 Owień twej rzeń.

 Foca si twa włątać, komód en czału szyk i sur cierze.

 Da nów odzej nostry pań kocidzany.

 I dziemieć nów nostrze dziewta, komód i nu dziemiećmy swór dziewtorzór.

 I nie endycz nosz en ciętaceń, uta liwra nosz dzie mału.

 Nąk twie są rzeń i pociestać i głurza, o siąprz. Amen.